# Contardo
Contardo  è un nome proprio di persona italiano maschile.

## Varianti
- Maschili: Contaldo[2][3]
  - Alterati: Contardino[2]
- Femminili: Contarda[2][3], Contalda[3]
  - Alterati: Contardina[2]

### Varianti in altre lingue
- Catalano: Contard[5]
- Francese: Contard
- Germanico: Gundhart[6], Gunthard[6], Cundhart[6], Kundhart[6], Guntard[6], Contard[6]
- Latino: Cuntardus[2], Guntardus[2]
- Rumeno: Contard
- Spagnolo: Contardo[5]

## Origine e diffusione
Deriva dal nome longobardo Gundhart, attestato in latino dall'VIII secolo. È composto dalle radici gunth ("combattimento", "battaglia") e hard ("forte", "coraggioso", "valoroso"), entrambe molto comuni nell'onomastica germanica; il significato complessivo può essere interpretato come "valoroso in battaglia". Alcune fonti riconducono invece il primo elemento a hunt ("cane", quindi "cane feroce") oppure a kuni ("valoroso", "audace)", o il secondo a hari ("esercito", il che lo renderebbe una variante del tedesco Günther).
Per quanto riguarda la sua diffusione in Italia, è attestato per metà in Lombardia, e per il resto disperso nel Nord; il suo uso può in parte essere dovuto al culto verso san Contardo.

## Onomastico
L'onomastico si può festeggiare il 16 aprile in memoria di san Contardo d'Este, morto durante un pellegrinaggio a Santiago di Compostela; con questo nome si ricorda anche un beato, Contardo Ferrini, commemorato il 17 ottobre.

## Persone
- Contardo, duca di Napoli
- Contardo d'Este, religioso italiano

Contardo Ferrini

- Contardo Barbieri, pittore italiano
- Contardo Ferrini, accademico e giurista italiano